# Rugby-League-Weltmeisterschaft 1968
Die vierte Rugby-League-Weltmeisterschaft fand 1968 in Australien und Neuseeland statt. Im Finale gewann Australien 20:2 gegen Frankreich und gewann damit die WM zum zweiten Mal.

## Mannschaften

### Australien
- Trainer: Harry Bath

| Name              | Verein                        | Position                                   |
| ----------------- | ----------------------------- | ------------------------------------------ |
| Arthur Beetson    | Balmain Tigers                | Pfeiler, Zweite-Reihe-Stürmer              |
| Tony Branson      | St. George Dragons            | Verbinder                                  |
| Ron Coote         | South Sydney Rabbitohs        | Zweite-Reihe-Stürmer, Dritte-Reihe-Stürmer |
| Brian Fitzsimmons |                               | Hakler                                     |
| Robert Fulton     | Manly-Warringah Sea Eagles    | Verbinder, Innendreiviertel                |
| Johnny Greaves    | Canterbury-Bankstown Bulldogs | Innendreiviertel                           |
| Brian James       | South Sydney Rabbitohs        | Innendreiviertel, Außendreiviertel         |
| Fred Jones        | Manly-Warringah Sea Eagles    | Hakler                                     |
| Johnny King       | St. George Dragons            | Außendreiviertel                           |
| Graeme Langlands  | St. George Dragons            | Schlussmann, Innendreiviertel              |
| Dennis Manteit    | Past Brothers                 | Zweite-Reihe-Stürmer                       |
| Johnny Raper      | St. George Dragons            | Dritte-Reihe-Stürmer                       |
| Elton Rasmussen   | St. George Dragons            | Pfeiler, Zweite-Reihe-Stürmer              |
| Johnny Rhodes     | Canterbury-Bankstown Bulldogs | Außendreiviertel                           |
| Eric Simms        | South Sydney Rabbitohs        | Schlussmann                                |
| Billy Smith       | St. George Dragons            | Gedrängehalb                               |
| Richard Thornett  | Parramatta Eels               | Zweite-Reihe-Stürmer                       |
| Lionel Williamson | Innisfail                     | Außendreiviertel                           |
| John Wittenberg   | St. George Dragons            | Pfeiler                                    |

### Frankreich
| Name                 | Position             |
| -------------------- | -------------------- |
| Georges Ailleres     | Verbinder            |
| Adolphe Alesina      |                      |
| Yves Begou           | Hakler               |
| Jean-Pierre Capdouze | Verbinder            |
| Jean Pierre Clar     | Dritte-Reihe-Stürmer |
| Jean Claude Cros     | Schlussmann          |
| Francis De Nadai     | Zweite-Reihe-Stürmer |
| André Ferren         |                      |
| Marius Frattini      |                      |
| Roger Garrigues      | Gedrängehalb         |
| Raymond Gruppi       |                      |
| Jean Pierre Lecompte | Innendreiviertel     |
| Jean Ledru           | Außendreiviertel     |
| Henri Marracq        | Zweite-Reihe-Stürmer |
| Herve Mazard         | Dritte-Reihe-Stürmer |
| Michael Moliner      |                      |
| Daniel Pellerin      | Außendreiviertel     |
| Christian Sabatie    |                      |
| Victor Serrano       |                      |

### Großbritannien
- Trainer: Bill Fallowfield & Colin Hutton

| Name             | Verein            | Position                                               |
| ---------------- | ----------------- | ------------------------------------------------------ |
| Kevin Ashcroft   |                   | Pfeiler, Hakler                                        |
| John Atkinson    | Leeds             | Außendreiviertel                                       |
| Tommy Bishop     | St Helens         | Gedrängehalb                                           |
| Ian Brooke       | Wakefield Trinity | Außendreiviertel, Innendreiviertel                     |
| Alan Burwell     | Hull KR           | Innendreiviertel                                       |
| Mick Clark       | Leeds             | Zweite-Reihe-Stürmer, Pfeiler                          |
| Peter Flanagan   | Hull KR           | Hakler                                                 |
| Ray French       | St Helens         | Zweite-Reihe-Stürmer, Dritte-Reihe-Stürmer             |
| Robert Haigh     | Wakefield Trinity | Zweite-Reihe-Stürmer, Dritte-Reihe-Stürmer             |
| Roger Millward   | Hull KR           | Außendreiviertel, Gedrängehalb, Verbinder              |
| Arnold Morgan    | Featherstone      | Pfeiler, Zweite-Reihe-Stürmer                          |
| Charlie Renilson | Halifax           | Zweite-Reihe-Stürmer, Dritte-Reihe-Stürmer             |
| Bev Risman       | Leeds             | Verbinder                                              |
| Mick Shoebottom  | Leeds             | Schlussmann, Innendreiviertel, Verbinder, Gedrängehalb |
| Clive Sullivan   | Hull FC           | Außendreiviertel                                       |
| John Warlow      | St Helens         | Pfeiler                                                |
| Cliff Watson     | St Helens         | Pfeiler                                                |

### Neuseeland
- Trainer: Des Barchard

| Name              | Position                                          |
| ----------------- | ------------------------------------------------- |
| Jim Bond          | Verbinder                                         |
| Eric Carson       | Gedrängehalb                                      |
| Gary Clarke       | Gedrängehalb                                      |
| Oscar Danielson   | Pfeiler                                           |
| Kevin Dixon       | Zweite-Reihe-Stürmer                              |
| Spencer Dunn      | Außendreiviertel, Innendreiviertel                |
| Doug Ellwood      | Schlussmann, Verbinder                            |
| Anthony Kriletich | Zweite-Reihe-Stürmer, Dritte-Reihe-Stürmer        |
| Brian Lee         | Pfeiler, Zweite-Reihe-Stürmer                     |
| Colin McMaster    | Pfeiler, Zweite-Reihe-Stürmer                     |
| Robert Mincham    | Außendreiviertel                                  |
| Colin O’Neil      | Hakler                                            |
| Paul Schultz      | Innendreiviertel, Verbinder                       |
| Ray Sinel         | Innendreiviertel, Zweite-Reihe-Stürmer, Verbinder |
| Gary Smith        | Pfeiler, Zweite-Reihe-Stürmer                     |
| Roger Tait        | Schlussmann, Innendreiviertel, Verbinder          |
| Henry Tatana      | Pfeiler                                           |
| Ernie Wiggs       | Außendreiviertel, Pfeiler, Dritte-Reihe-Stürmer   |

## Schiedsrichter
- Col Pearce
- John Percival

## Ergebnisse

### Erste Runde
| 25. Mai | Australien     | 25 : 10 | Vereinigtes Königreich | Sydney Cricket Ground, Sydney Zuschauer: 62.256 Schiedsrichter: John Percival |
| 25. Mai | (10:7) Bericht |         |                        | Sydney Cricket Ground, Sydney Zuschauer: 62.256 Schiedsrichter: John Percival |

| 25. Mai | Frankreich    | 15 : 10 | Neuseeland | Carlaw Park, Auckland Zuschauer: 18.000 Schiedsrichter: Col Pearce |
| 25. Mai | (9:8) Bericht |         |            | Carlaw Park, Auckland Zuschauer: 18.000 Schiedsrichter: Col Pearce |

### Zweite Runde
| 1. Juni | Australien    | 31 : 12 | Neuseeland | Lang Park, Brisbane Zuschauer: 23.608 Schiedsrichter: John Percival |
| 1. Juni | (4:7) Bericht |         |            | Lang Park, Brisbane Zuschauer: 23.608 Schiedsrichter: John Percival |

| 2. Juni | Frankreich    | 7 : 2 | Vereinigtes Königreich | Carlaw Park, Auckland Zuschauer: 15.760 Schiedsrichter: Col Pearce |
| 2. Juni | (0:2) Bericht |       |                        | Carlaw Park, Auckland Zuschauer: 15.760 Schiedsrichter: Col Pearce |

### Dritte Runde
| 8. Juni | Australien     | 37 : 4 | Frankreich | Lang Park, Brisbane Zuschauer: 32.664 Schiedsrichter: John Percival |
| 8. Juni | (16:2) Bericht |        |            | Lang Park, Brisbane Zuschauer: 32.664 Schiedsrichter: John Percival |

| 8. Juni | Vereinigtes Königreich | 38 : 14 | Neuseeland | Sydney Cricket Ground, Sydney Zuschauer: 14.105 Schiedsrichter: Col Pearce |
| 8. Juni | (20:4) Bericht         |         |            | Sydney Cricket Ground, Sydney Zuschauer: 14.105 Schiedsrichter: Col Pearce |

### Abschlusstabelle
| Platz | Mannschaft             | Spiele | G' | U | V | P+ | P- | Diff. | Punkte |
| ----- | ---------------------- | ------ | -- | - | - | -- | -- | ----- | ------ |
| 1     | Australien             | 3      | 3  | 0 | 0 | 93 | 26 | +67   | 6      |
| 2     | Frankreich             | 3      | 2  | 1 | 0 | 26 | 49 | −23   | 4      |
| 3     | Vereinigtes Königreich | 3      | 1  | 0 | 2 | 50 | 46 | +4    | 2      |
| 4     | Neuseeland             | 3      | 0  | 0 | 3 | 36 | 84 | −48   | 0      |

### Finale
| 10. Juni | Australien    | 20 : 2 | Frankreich | Sydney Cricket Ground, Sydney Zuschauer: 54.290 Schiedsrichter: John Percival |
| 10. Juni | (7:0) Bericht |        |            | Sydney Cricket Ground, Sydney Zuschauer: 54.290 Schiedsrichter: John Percival |